# Памятник Францу де Воллану (Новочеркасск)
Памятник Францу де Воллану — памятник в городе Новочеркасск Ростовской области первому инженеру в армиях Г. А. Потёмкина и А. В. Суворова, первому архитектору городов Вознесенска, Одессы, Новочеркасска, Тирасполя, Овидиополя и др. Францу Павловичу де Воллану установлен в 2003 году. Автор памятника скульптор Сергей Исаков.
Адрес установки: Россия, Ростовская область, Новочеркасск, проспект Платовский.

## История
Памятник Францу Павловичу де Волану, архитектору, который в 1804 году проектировал город Новочеркасск, был открыт в городе Новочеркасске 6 июня 2003 года на Платовском проспекте города.
До 1805 года столица Донского казачества располагалась в Черкасске (нынешняя станица Старочеркасская). Со временем возникла необходимость переноса столицы, что было обусловлено разными экономическими и социально-политическими причинами. Основной причиной было постоянное весеннее затопление Черкасска разливами Дона. Дома заливались рекой по первый этаж. К работе над составлением плана города был привлечен архитектор, имеющий опыт в проектировании городов в России, Франц Павлович де Волан. В свое время Деволан служил в Голландской Гвиане, проводил топографические исследования, составлял карты. В 1784 году, вернувшись в Голландию он участвовал в составлении атласа юго-восточной части Голландии.
Его усилиями, в свете указаний императора Александра I, в декабре 1804 года был создан проект застройки города Новочеркасска. Город был спроектирован в современных ему традициях европейского градостроительства, с большими площадями, широкими улицами и озеленёнными бульварами. Де Волан назвал будущий город «маленьким Парижем». В логическую основу города он взял площади, на которых должны были находится храмы, от каждой из площадей должны были отходить улицы. Утвердив новый план, Александр I отослал его войсковому атаману Матвею Ивановичу Платову с приложениями, описаниями основных общественных зданий, улиц и площадей Новочеркасска и строгим указанием строить город только согласно этому плану. По проекту де Волана и был построен город Новочеркасск.
Памятник представляет собой бюст Францу Павловичу де Волану, установленный на высоком постаменте, на котором сделана надпись: «Градостроителю г. Новочеркасска Францу де Воллану 1752—1818». Франц Павлович де Волан изображен в мундире с эполетами и орденами.